# 趙敏兒
趙敏兒（韓語：조민아，2002年11月25日—），韓國女演員。

## 演出作品

### 電視劇
- 2011年：SBS《49天》飾演 宋宜景（幼年）
- 2012年：MBC《擁抱太陽的月亮》飾演 潺實（幼年）
- 2012年：SBS《傻瓜媽媽》飾演 金英珠（幼年）
- 2012年：tvN《21世紀家族》飾演 李世娜
- 2013年：tvN《Nine：九回時間旅行》飾演 尹詩雅（幼年）
- 2013年：MBC《九家之書》飾演 譚汝蔚（少年）
- 2013年：MBC《醜聞：極具衝擊性與不道德的事件》飾演 張主河（少年）
- 2013年：JTBC《再也無法忍受》飾演 黃珍珠
- 2013年：SBS《好好長大的女兒荷娜》飾演 飾演 張羅希／高羅希／朴羅希（少年）
- 2014年：MBC《媽媽》飾演 文寶娜
- 2015年：MBC《夜行書生》
- 2015年：JTBC《LAST》飾演 柳恩智
- 2017年：tvN《芝加哥打字機》飾演 田雪／劉秀延（少年）
- 2019年：SBS《Secret Boutique》
- 2019年：MBC《新入史官丘海昤》

### 電影
- 2009年：《素食主義者》
- 2010年：《不可挽回》
- 2011年：《心臟跳動》
- 2011年：《與敵同寢》
- 2011年：《登陸之日》
- 2012年：《摩天樓》
- 2014年：《宅男慢半拍》

### MV
- 2013年：李孝利《Bad Girl》

## 外部連結
- NAVER （页面存档备份，存于）